# Борисенко Юлія Олегівна
Юлія Олегівна Борисенко (біл. Юлія Алегаўна Барысенка; нар. 4 квітня 1990, Таллінн, Естонська РСР — пом. 22 липня 2018, Кобринський район, Берестейська область, Білорусь) — білоруська футболістка, захисниця. У складі трьох клубів брала участь в жіночій Лізі Чемпіонів УЄФА — «Зорка-БДУ», «Рязань-ВДВ» та «Мінськ».

## Життєпис
З 2010 року по 2011 рік грала в складі «Зорки-БДУ». У складі цього клубу завоювала Кубок Білорусі 2010 року, завдяки чому отримала можливість брати участь в кваліфікаційних матчах жіночої Ліги Чемпіонів 2010/11. Відіграла повне час у двох матчах проти норвезького клубу «Реа». Провела у футболці «Зірки-БДУ» два сезони, протягом яких заробила десять жовтих карток. Наприкінці серпня 2011 року перейшла до російського клубу «Рязань-ВДВ», за який грала до кінця 2012 року, заробила три жовтих картки. На початку 2013 року на правах оренди перейшов «Дончанку» (Азов), за який провела одинадцять матчів, заробила одну жовту картку. Влітку 2013 року повернулася в «Рязань-ВДВ», в якому до кінця сезону 2013 року провела чотири матчі. Стала чемпіонкою Росії сезону 2013/14 року. Протягом 2014 року в основі клубу не грала. На матчі жіночої Ліги Чемпіонів УЄФА проти шведського «Русенгорда» 8 жовтня 2014 року залишився на лавці запасних. У 2015 році повернулася в Білорусь, де виступала в «Мінську» на позиції півзахисника. У сезонах 2016 і 2017 років продовжила виступати в складі «Мінська» на позиції захисника. Регулярно викликалася до збірної Білорусії, в одному матчі була капітаном команди. Вперше зіграла за молодіжну збірну 27 вересня 2007 року в першому відбірковому раунді Чемпіонату Європи проти збірної Сербії.

## Досягнення
«Зорка-БДУ»
- Кубок Білорусі
  -  Володар (1): 2010

- Суперкубок Білорусі
  -  Володар (1): 2010

«Рязань-ВДВ»
- Чемпіонат Росії
  -  Чемпіон (1): 2013

- Кубок Росії
  -  Володар (1): 2014

- Суперкубок Росії
  -  Володар (1): 2013

«Мінськ»
- Чемпіонат Білорусі
  -  Чемпіон (3): 2015, 2016, 2017

- Кубок Білорусі
  -  Володар (3): 2015, 2016, 2017

- Суперкубок Білорусі
  -  Володар (2): 2015, 2016

## Смерть
Померла 23 липня 2018 року. 22 липня вирушила з подругами відпочити на озеро Каташев (Кобринський район, Білорусь). За словами тренера, Юлія зазвичай не плавала і навіть не купалася, але тоді вирішила скупатися з двома подругами. Коли подруги вийшли на берег, Юлії з ними вже не було. Викликали рятувальників і міліцію, але знайти Юлію не вдавалося. Досвідченіша пошукова група через 6-7 годин виявила тіло Юлії на відстані 50 метрів від місця, в якому дівчата вибігали з води на берег. Похорон проходили в Калинковичі.

## Статистика виступів

### Клубна
Станом на 22 липня 2018
| Клуб              | Сезон             | Ліга  | Ліга | Кубки | Кубки | Єврокубки | Єврокубки | Загалом | Загалом |
| Клуб              | Сезон             | Матчі | Голи | Матчі | Голи  | Матчі     | Голи      | Матчі   | Голи    |
| ----------------- | ----------------- | ----- | ---- | ----- | ----- | --------- | --------- | ------- | ------- |
| Зорка-БДУ         | 2010              | 22    | 3    | 6     | 0     | 2         | 0         | 30      | 3       |
| Зорка-БДУ         | 2011              | 19    | 7    | 6     | 0     | 0         | 0         | 25      | 7       |
| Зорка-БДУ         | Загалом           | 41    | 10   | 12    | 0     | 2         | 0         | 55      | 10      |
| Рязань-ВДВ        | 2011/12           | 13    | 0    | 0     | 0     | 0         | 0         | 13      | 0       |
| Рязань-ВДВ        | 2012/13           | 1     | 0    | 0     | 0     | 0         | 0         | 1       | 0       |
| Рязань-ВДВ        | Загалом           | 14    | 0    | 0     | 0     | 0         | 0         | 14      | 0       |
| Дончанка (Азов)   | 2012/13           | 11    | 0    | 0     | 0     | 0         | 0         | 11      | 0       |
| Рязань-ВДВ        | 2013              | 4     | 0    | 0     | 0     | 0         | 0         | 4       | 0       |
| Мінськ            | 2015              | 19    | 3    | 4     | 0     | 5         | 0         | 28      | 3       |
| Мінськ            | 2016              | 17    | 2    | 5     | 2     | 4         | 0         | 26      | 4       |
| Мінськ            | 2017              | 16    | 2    | 6     | 0     | 4         | 1         | 26      | 3       |
| Мінськ            | Загалом           | 52    | 7    | 15    | 2     | 13        | 1         | 80      | 10      |
| Зорка-БДУ         | 2018              | 12    | 6    | 3     | 0     | 0         | 0         | 15      | 6       |
| Усього за кар'єру | Усього за кар'єру | 134   | 23   | 30    | 2     | 15        | 1         | 179     | 25      |

### У збірній
Станом на 23 жовтня 2015
| Матчі та гол Борисенко за жіночу збірну Білорусі | Матчі та гол Борисенко за жіночу збірну Білорусі | Матчі та гол Борисенко за жіночу збірну Білорусі | Матчі та гол Борисенко за жіночу збірну Білорусі | Матчі та гол Борисенко за жіночу збірну Білорусі | Матчі та гол Борисенко за жіночу збірну Білорусі | Матчі та гол Борисенко за жіночу збірну Білорусі |
| ------------------------------------------------ | ------------------------------------------------ | ------------------------------------------------ | ------------------------------------------------ | ------------------------------------------------ | ------------------------------------------------ | ------------------------------------------------ |
| №                                                | Дата                                             | Місце проведення                                 | Суперник                                         | Рахунок                                          | Голи                                             | Змагання                                         |
| 1                                                | 25 жовтня 2009                                   | Куманово                                         | Північна Македонія                               | 6-1                                              | -                                                | Кваліфікаційні матчі ЧС-2011                     |
| 2                                                | 21 листопада 2009                                | Гаага                                            | Нідерланди                                       | 1-1                                              | -                                                | Кваліфікаційні матчі ЧС-2011                     |
| 3                                                | 30 березня 2010                                  | Гродно                                           | Норвегія                                         | 0-5                                              | -                                                | Кваліфікаційні матчі ЧС-2011                     |
| 4                                                | 28 квітня 2010                                   | Молодечно                                        | Північна Македонія                               | 6-0                                              | -                                                | Кваліфікаційні матчі ЧС-2011                     |
| 5                                                | 19 червня 2010                                   | Злате-Моравце                                    | Північна Македонія                               | 2-0                                              | -                                                | Кваліфікаційні матчі ЧС-2011                     |
| 6                                                | 19 червня 2010                                   | Шиєн                                             | Норвегія                                         | 0-3                                              | -                                                | Кваліфікаційні матчі ЧС-2011                     |
| 7                                                | 21 серпня 2010                                   | Молодечно                                        | Нідерланди                                       | 0-4                                              | -                                                | Кваліфікаційні матчі ЧС-2011                     |
| 8                                                | 25 серпня 2010                                   | Молодечно                                        | Словаччина                                       | 2-0                                              | -                                                | Кваліфікаційні матчі ЧС-2011                     |
| 9                                                | 25 серпня 2011                                   | Молодечно                                        | Словаччина                                       | 2-1                                              | -                                                | Кваліфікаційні матчі ЧЄ-2013                     |
| 10                                               | 27 жовтня 2011                                   | Молодечно                                        | Фінляндія                                        | 2-2                                              | -                                                | Кваліфікаційні матчі ЧЄ-2013                     |
| 11                                               | 19 листопада 2011                                | Сенець                                           | Словаччина                                       | 0-3                                              | -                                                | Кваліфікаційні матчі ЧЄ-2013                     |
| 12                                               | 24 листопада 2011                                | Ялта                                             | Україна                                          | 1-0                                              | -                                                | Кваліфікаційні матчі ЧЄ-2013                     |
| 13                                               | 16 червня 2012                                   | Отепя                                            | Естонія                                          | 4-2                                              | -                                                | Кваліфікаційні матчі ЧЄ-2013                     |
| 14                                               | 20 червня 2012                                   | Гельсінкі                                        | Фінляндія                                        | 0-4                                              | -                                                | Кваліфікаційні матчі ЧЄ-2013                     |
| 15                                               | 15 вересня 2012                                  | Могильов                                         | Україна                                          | 0-5                                              | -                                                | Кваліфікаційні матчі ЧЄ-2013                     |
| 16                                               | 19 вересня 2012                                  | Могильов                                         | Словаччина                                       | 1-0                                              | -                                                | Кваліфікаційні матчі ЧЄ-2013                     |
| 17                                               | 21 вересня 2013                                  | Борнмут                                          | Англія                                           | 0-6                                              | -                                                | Кваліфікаційні матчі ЧС-2015                     |
| 18                                               | 26 вересня 2013                                  | Кардіфф                                          | Уельс                                            | 0-1                                              | -                                                | Кваліфікаційні матчі ЧС-2015                     |
| 19                                               | 26 жовтня 2013                                   | Молодечно                                        | Чорногорія                                       | 3-1                                              | -                                                | Кваліфікаційні матчі ЧС-2015                     |
| 20                                               | 10 квітня 2014                                   | Нікшич                                           | Чорногорія                                       | 7-1                                              | 1                                                | Кваліфікаційні матчі ЧС-2015                     |
| 21                                               | 14 червня 2014                                   | Мінськ                                           | Англія                                           | 0-3                                              | -                                                | Кваліфікаційні матчі ЧС-2015                     |
| 22                                               | 19 червня 2014                                   | Мінськ                                           | Уельс                                            | 0-3                                              | -                                                | Кваліфікаційні матчі ЧС-2015                     |
| 23                                               | 2 серпня 2014                                    | Київ                                             | Україна                                          | 0-8                                              | -                                                | Кваліфікаційні матчі ЧС-2015                     |
| 24                                               | 20 серпня 2014                                   | Мінськ                                           | Україна                                          | 1-3                                              | -                                                | Кваліфікаційні матчі ЧС-2015                     |
| 25                                               | 17 вересня 2014                                  | Бурса                                            | Туреччина                                        | 0-3                                              | -                                                | Кваліфікаційні матчі ЧС-2015                     |
| 26                                               | 22 вересня 2014                                  | Рейк'явік                                        | Ісландія                                         | 0-2                                              | -                                                | Кваліфікаційні матчі ЧС-2015                     |
| 27                                               | 19 жовтня 2015                                   | Крань                                            | Словенія                                         | 0-3                                              | -                                                | Кваліфікаційні матчі ЧЄ-2017                     |

Загалом: 27 матчів / 1 гол; 10 перемог, 2 нічиїх, 15 поразок.